# أليكس بيلي
أليكس بيلي (بالإنجليزية: Alex Bailey)‏ (21 سبتمبر 1983 في المملكة المتحدة - ) هو لاعب كرة قدم بريطاني في مركز الظهير. شارك مع منتخب إنجلترا تحت 16 سنة لكرة القدم. أما مع النوادي، فقد لعب مع نادي أرسنال ونادي تشيسترفيلد ونادي هاليفاكس تاون وسانت ألبانز سيتي.

## وصلات خارجية
- أليكس بيلي على موقع قاعدة بيانات كرة القدم.إي يو (الإنجليزية)
- أليكس بيلي على موقع Soccerbase.com (لاعب) (الإنجليزية)